# منتخب البحرين لكرة القدم للسيدات
منتخب البحرين لكرة القدم للسيدات هو الممثل الرسمي لدولة البحرين في منافسات كرة القدم النسائية، ويدار من قبل الاتحاد البحريني لكرة القدم. تأسس في سنة 2003 ويعتبر أول منتخب نسائي في الخليج، ولم يبزغ نجمه إلا في عام 2010 عندما شارك في البطولة العربية النسائية على أراضيه. أبرز لاعباته هم الشيخة العنود آل خليفة وحارسة المرمى هدى علي.
رغم تعدد مشاركاته في البطولات الودية، إلا أن الفريق بدأ فعلاً أولى مشاركاته الدولية الرسمية في 22 أبريل 2007 ضد منتخب سيدات المالديف، فدخل في تصنيف الفيفا للمنتخبات في يونيو من نفس السنة ونال المركز 111 من بين 142 منتخب نسائي دولي على مستوى العالم.
في سنة 2005، شارك منتخب البحرين لكرة القدم في بطولة غرب آسيا التي أقيمت في العاصمة الأردنية (عمـّان) ولكن داخل الصالات، ورغم أن أيا من هذه المباريات لم تكن مسجلة رسميا من الفيفا إلا أن الفريق عاد بالمركز الرابع في تلك البطولة خلف الأردن وإيران وسوريا.

## سجل كأس العالم
| نهائيات كأس العالم | نهائيات كأس العالم | نهائيات كأس العالم | نهائيات كأس العالم | نهائيات كأس العالم | نهائيات كأس العالم | نهائيات كأس العالم | نهائيات كأس العالم | نهائيات كأس العالم | نهائيات كأس العالم |
| السنة              | النتيجة            | المركز             | لعب                | فاز                | تعادل*             | خسر                | له                 | عليه               | فرق                |
| ------------------ | ------------------ | ------------------ | ------------------ | ------------------ | ------------------ | ------------------ | ------------------ | ------------------ | ------------------ |
| 2007               | لم يشارك           | لم يشارك           | لم يشارك           | لم يشارك           | لم يشارك           | لم يشارك           | لم يشارك           | لم يشارك           | لم يشارك           |
| 2011               | لم يشارك           | لم يشارك           | لم يشارك           | لم يشارك           | لم يشارك           | لم يشارك           | لم يشارك           | لم يشارك           | لم يشارك           |
| 2015               | لم يتأهل           | لم يتأهل           | لم يتأهل           | لم يتأهل           | لم يتأهل           | لم يتأهل           | لم يتأهل           | لم يتأهل           | لم يتأهل           |
| 2019               | لم يتأهل           | لم يتأهل           | لم يتأهل           | لم يتأهل           | لم يتأهل           | لم يتأهل           | لم يتأهل           | لم يتأهل           | لم يتأهل           |
| الاجمالي           | 0/4                | –                  | –                  | –                  | –                  | –                  | –                  | –                  | –                  |

*تشمل التعادلات مباريات خروج المغلوب التي تم تحديدها في ركلات الجزاء.

## التاريخ
منتخب البحرين لكرة القدم للسيدات هو أول فريق وطني لكرة القدم للسيدات يتم تشكيله في دول مجلس التعاون لدول الخليج العربية. كانت هذه خطوة كبيرة بالنسبة للبحرين وهي مجرد جزء من تفاني البحرين في تعزيز الرياضة النسائية. في عام 2004 شاركت البحرين في بطولة كرة الصالات في عمان بالأردن وشارك في العام التالي ببطولة غرب آسيا لكرة القدم للسيدات 2005 التي أقيمت أيضا في العاصمة الأردنية على الرغم من أن أي من المباريات لم تكن معترفة بها رسميا من قبل الاتحاد الدولي لكرة القدم. احتل البحرين المركز الرابع في هذه البطولة.
وفي محاولة لتحسين الفريق قدمت اللجنة طلبًا للفيفا لاستقدام مدربة كرة قدم لتدريب الفريق، فاستجابت الفيفا بإرسال المدربة الألمانية مونيكا ستاب للبحرين في 21 يناير 2007 في برنامج تنمية لستة أشهر. بتوجيه من ستاب لعب المنتخب أول مباراة رسمية دولية معترفة بها من قبل الاتحاد الدولي لكرة القدم في 22 أبريل 2007 ضد منتخب المالديف في ماليه بجزر المالديف. خلال هذه المباراة قدمت البحرين مباراة كبيرة وتمكنت من تحقيق فوز تاريخي بنتيجة 7-0.[بحاجة لمصدر]
وفي أكتوبر 2010 وبرعاية من الاتحاد الألماني لكرة القدم أقيمت على أرض البحرين البطولة النسائية العربية الأولى وشاركت فيها ثمان فرق عربية يحظى الفائز بالبطولة على شرف الالتحاق بكأس العالم 2011 المقام في ألمانيا كزائر، وفي المباراة الأولى فازت المنتخب البحريني على القطري بسبعة عشر هدف مقابل لا شيء وقد سجلت الشيخة العنود آل خليفة 6 أهداف في المباراة، وفي المباراة الثانية بدأ الجمهور البحريني يتابع المنتخب النسائي ويحضر إلى الملعب بكثافة لمؤازرة الفريق في المباراة الثانية حيث فاز المنتخب البحريني بثلاثة اهداف مقابل هدف واحد لسوريا، ثم فاز المنتخب البحريني أيضاً على منتخب فلسطين بهدفان مقابل لا شيء ليتأهل للدور اللاحق بعدما حصد تسع نقاط كاملة ليلاقي المنتخب الأردني في الدور قبل النهائي.

## سجل المسابقات

### سجل كأس العالم
| نهائيات كأس العالم | نهائيات كأس العالم | نهائيات كأس العالم | نهائيات كأس العالم | نهائيات كأس العالم | نهائيات كأس العالم | نهائيات كأس العالم | نهائيات كأس العالم | نهائيات كأس العالم | نهائيات كأس العالم |
| العام              | النتيجة            | المركز             | لعب                | فاز                | تعادل              | خسر                | له                 | عليه               | الفارق             |
| ------------------ | ------------------ | ------------------ | ------------------ | ------------------ | ------------------ | ------------------ | ------------------ | ------------------ | ------------------ |
| 2007               | لم يشارك           | -                  | -                  | -                  | -                  | -                  | -                  | -                  | -                  |
| 2011               | لم يشارك           | -                  | -                  | -                  | -                  | -                  | -                  | -                  | -                  |
| 2015               | لم يتأهل           | -                  | -                  | -                  | -                  | -                  | -                  | -                  | -                  |
| 2019               | لم يتأهل           | -                  | -                  | -                  | -                  | -                  | -                  | -                  | -                  |
| المجموع            | 0/4                | -                  | -                  | -                  | -                  | -                  | -                  | -                  | -                  |

* التعادل يشمل مباريات خروج المغلوب المحتكمة إلى ركلات الجزاء.

### سجل كأس آسيا للسيدات
| كأس آسيا للسيدات | كأس آسيا للسيدات | كأس آسيا للسيدات | كأس آسيا للسيدات | كأس آسيا للسيدات | كأس آسيا للسيدات | كأس آسيا للسيدات | كأس آسيا للسيدات | كأس آسيا للسيدات | كأس آسيا للسيدات |
| العام            | النتيجة          | لعب              | فاز              | تعادل            | خسر              | له               | عليه             | الفارق           |                  |
| ---------------- | ---------------- | ---------------- | ---------------- | ---------------- | ---------------- | ---------------- | ---------------- | ---------------- | ---------------- |
| 2008             | لم يشارك         | -                | -                | -                | -                | -                | -                | -                |                  |
| 2010             | لم يشارك         | -                | -                | -                | -                | -                | -                | -                |                  |
| 2014             | لم يتأهل         | -                | -                | -                | -                | -                | -                | -                |                  |
| 2018             | لم يتأهل         | -                | -                | -                | -                | -                | -                | -                |                  |
| المجموع          | 0/4              | -                | -                | -                | -                | -                | -                | -                |                  |

* التعادل يشمل مباريات خروج المغلوب المحتكمة إلى ركلات الجزاء.

## الألعاب الآسيوية
| دورة الألعاب الآسيوية | دورة الألعاب الآسيوية | دورة الألعاب الآسيوية | دورة الألعاب الآسيوية | دورة الألعاب الآسيوية | دورة الألعاب الآسيوية | دورة الألعاب الآسيوية | دورة الألعاب الآسيوية | دورة الألعاب الآسيوية |
| العام                 | النتيجة               | المركز                | لعب                   | فاز                   | تعادل                 | خسر                   | له                    | عليه                  |
| --------------------- | --------------------- | --------------------- | --------------------- | --------------------- | --------------------- | --------------------- | --------------------- | --------------------- |
| 1990                  | لم يشارك              | -                     | -                     | -                     | -                     | -                     | -                     | -                     |
| 1994                  | لم يشارك              | -                     | -                     | -                     | -                     | -                     | -                     | -                     |
| 1998                  | لم يشارك              | -                     | -                     | -                     | -                     | -                     | -                     | -                     |
| 2002                  | لم يشارك              | -                     | -                     | -                     | -                     | -                     | -                     | -                     |
| 2006                  | لم يشارك              | -                     | -                     | -                     | -                     | -                     | -                     | -                     |
| 2010                  | لم يشارك              | -                     | -                     | -                     | -                     | -                     | -                     | -                     |
| 2014                  | لم يشارك              | -                     | -                     | -                     | -                     | -                     | -                     | -                     |
| 2018                  | سيحدد لاحقا           | سيحدد لاحقا           | سيحدد لاحقا           | سيحدد لاحقا           | سيحدد لاحقا           | سيحدد لاحقا           | سيحدد لاحقا           | سيحدد لاحقا           |
| المجموع               | 0/8                   | -                     | -                     | -                     | -                     | -                     | -                     | -                     |

### الأداء في بطولة غرب آسيا للسيدات
| المستضيف/ العام | النتيجة       | لعب      | فاز      | تعادل*   | خسر      | له       | عليه     | الفارق   |
| --------------- | ------------- | -------- | -------- | -------- | -------- | -------- | -------- | -------- |
| 2005            | المركز الرابع | 4        | 0        | 1        | 3        | 2        | 19       | −17      |
| 2007            | لم يشارك      | لم يشارك | لم يشارك | لم يشارك | لم يشارك | لم يشارك | لم يشارك | لم يشارك |
| 2010            | المركز الثالث | 4        | 2        | 0        | 2        | 5        | 8        | −3       |
| 2011            | المركز الثالث | 5        | 2        | 2        | 1        | 22       | 6        | +16      |
| 2014            | المركز الثالث | 3        | 1        | 0        | 2        | 8        | 11       | −3       |
| 2019            | الوصيف        | 4        | 2        | 1        | 1        | 9        | 4        | +5       |
| المجموع         | 5/6           | 20       | 7        | 4        | 9        | 46       | 48       | −2       |

* التعادل يشمل مباريات خروج المغلوب المحتكمة إلى ركلات الجزاء.